# Badminton 1996
Höhepunkte des Badmintonjahres 1996 waren das olympische Badmintonturnier, der Thomas Cup und der Uber Cup.
== World Badminton Grand Prix ==
| Veranstaltung       | Herreneinzel           | Dameneinzel      | Herrendoppel                            | Damendoppel                             | Mixed                             |
| ------------------- | ---------------------- | ---------------- | --------------------------------------- | --------------------------------------- | --------------------------------- |
| Chinese Taipei Open | Dong Jiong             | Susi Susanti     | Peter Axelsson Pär-Gunnar Jönsson       | Ge Fei Gu Jun                           | Michael Søgaard Rikke Olsen       |
| Japan Open          | Joko Suprianto         | Ye Zhaoying      | Rexy Mainaky Ricky Subagja              | Gil Young-ah Jang Hye-ock               | Park Joo-bong Ra Kyung-min        |
| Korea Open          | Kim Hak-kyun           | Bang Soo-hyun    | Rexy Mainaky Ricky Subagja              | Gil Young-ah Jang Hye-ock               | Park Joo-bong Ra Kyung-min        |
| Swiss Open          | Poul-Erik Høyer Larsen | Camilla Martin   | Jon Holst-Christensen Thomas Lund       | Lisbet Stuer-Lauridsen Marlene Thomsen  | Jan-Eric Antonsson Astrid Crabo   |
| Swedish Open        | Yu Lizhi               | Zhang Ning       | Ade Sutrisna Candra Wijaya              | Helene Kirkegaard Rikke Olsen           | Park Joo-bong Ra Kyung-min        |
| All England         | Poul-Erik Høyer Larsen | Bang Soo-hyun    | Rexy Mainaky Ricky Subagja              | Ge Fei Gu Jun                           | Park Joo-bong Ra Kyung-min        |
| Polish Open         | Yu Lizhi               | Meiluawati       | Ge Cheng Tao Xiaoqiang                  | Marina Andrievskaia Christine Magnusson | Chen Xingdong Peng Xinyong        |
| Malaysia Open       | Ong Ewe Hock           | Zhang Ning       | Cheah Soon Kit Yap Kim Hock             | Rikke Olsen Marlene Thomsen             | Tri Kusharyanto Minarti Timur     |
| Indonesia Open      | Joko Suprianto         | Susi Susanti     | S. Antonius Budi Ariantho Denny Kantono | Eliza Nathanael Zelin Resiana           | Tri Kusharyanto Minarti Timur     |
| Brunei Open         | Dwi Aryanto            | Wu Huimin        | Cun Cun Haryono Ade Lukas               | Thitikan Duangsiri Pornsawan Plungwech  | Sandiarto Vera Octavia            |
| US Open             | Joko Suprianto         | Mia Audina       | Sigit Budiarto Candra Wijaya            | Eliza Nathanael Zelin Resiana           | Kim Dong-moon Chung So-young      |
| Hamburg Cup         | Oliver Pongratz        | Anne Søndergaard | Dharma Gunawi Yoseph Phoa               | Eline Coene Erica van den Heuvel        | Jonas Rasmussen Ann-Lou Jørgensen |
| Dutch Open          | Sun Jun                | Yao Yan          | Ge Cheng Tao Xiaoqiang                  | Eline Coene Erica van den Heuvel        | Jan-Eric Antonsson Astrid Crabo   |
| Russia Open         | Sun Jun                | Han Jingna       | Andrey Antropov Nikolay Zuev            | Helene Kirkegaard Rikke Olsen           | Chen Xingdong Peng Xinyong        |
| Denmark Open        | Thomas Stuer-Lauridsen | Gong Zhichao     | Jim Laugesen Thomas Stavngaard          | Helene Kirkegaard Rikke Olsen           | Michael Søgaard Rikke Olsen       |
| German Open         | Rashid Sidek           | Yao Jie          | Jon Holst-Christensen Thomas Lund       | Indarti Issolina Deyana Lomban          | Tri Kusharyanto Minarti Timur     |
| China Open          | Fung Permadi           | Zhang Ning       | Sigit Budiarto Candra Wijaya            | Qin Yiyuan Tang Hetian                  | Chen Xingdong Peng Xinyong        |
| Hong Kong Open      | Fung Permadi           | Camilla Martin   | S. Antonius Budi Ariantho Denny Kantono | Lisbet Stuer-Lauridsen Marlene Thomsen  | Michael Søgaard Rikke Olsen       |
| Thailand Open       | Dong Jiong             | Wang Chen        | Sigit Budiarto Candra Wijaya            | Indarti Issolina Deyana Lomban          | Tri Kusharyanto Minarti Timur     |
| Vietnam Open        | Nunung Subandoro       | Zeng Yaqiong     | Choong Tan Fook Lee Wan Wah             | Peng Xinyong Zhang Jin                  | Liu Yong Zhang Jin                |
| Grand Prix Finale   | Fung Permadi           | Susi Susanti     | Rexy Mainaky Ricky Subagja              | Ge Fei Gu Jun                           | Michael Søgaard Rikke Olsen       |

## Terminkalender
| Veranstaltung                                 | Ort                 | Beginn            | Ende              |
| --------------------------------------------- | ------------------- | ----------------- | ----------------- |
| Westdeutsche Badmintonmeisterschaft 1996      | Mülheim an der Ruhr | 6. Januar 1996    | 7. Januar 1996    |
| Japan Open 1996                               | Tokio               | 16. Januar 1996   | 21. Januar 1996   |
| Deutsche Badmintonmeisterschaft 1996          | Hannover            | 1. Februar 1996   | 4. Februar 1996   |
| Polnische Badmintonmeisterschaft 1996         | Suwałki             | 1. Februar 1996   | 3. Februar 1996   |
| Irische Badmintonmeisterschaft 1996           | Terenure            | 3. Februar 1996   | 4. Februar 1996   |
| Schweizer Badmintonmeisterschaft 1996         | Winterthur          | 3. Februar 1996   | 4. Februar 1996   |
| All England 1996                              | Birmingham          | 11. März 1996     | 16. März 1996     |
| German Juniors 1996                           | Bottrop             | 17. März 1996     | 19. März 1996     |
| French Open 1996                              | Paris               | 20. März 1996     | 24. März 1996     |
| Englische Meisterschaft 1996                  | Norwich             | 2. April 1996     | 4. April 1996     |
| Badminton-Europameisterschaft 1996            | Herning             | 13. April 1996    | 20. April 1996    |
| Badminton-Mannschaftseuropameisterschaft 1996 | Herning             | 13. April 1996    | 20. April 1996    |
| Badminton-Asienmeisterschaft 1996             | Surabaya            | 17. April 1996    | 21. April 1996    |
| Uber Cup 1996                                 | Hongkong            | 16. Mai 1996      | 26. Mai 1996      |
| Thomas Cup 1996                               | Hongkong            | 16. Mai 1996      | 26. Mai 1996      |
| Strasbourg International 1996                 | Straßburg           | 17. Mai 1996      | 19. Mai 1996      |
| Asian Cup 1996                                | Seoul               | 19. Juni 1996     | 23. Juni 1996     |
| Olympische Sommerspiele 1996/Badminton        | Atlanta             | 24. Juli 1996     | 1. August 1996    |
| Malaysia Open 1996                            | Kuala Lumpur        | 21. August 1996   | 25. August 1996   |
| Carebaco-Meisterschaft 1996                   | Port of Spain       | 25. August 1996   | 31. August 1996   |
| Indonesia Open 1996                           | Medan               | 27. August 1996   | 31. August 1996   |
| Brazil International 1996                     | São Paulo           | 10. Oktober 1996  | 13. Oktober 1996  |
| Denmark Open 1996                             | Middelfart          | 16. Oktober 1996  | 20. Oktober 1996  |
| German Open 1996                              | Saarbrücken         | 23. Oktober 1996  | 27. Oktober 1996  |
| China Open 1996                               | Dongguan            | 30. Oktober 1996  | 3. November 1996  |
| Hong Kong Open 1996                           | Hongkong            | 1. November 1996  | 10. November 1996 |
| Thailand Open 1996                            | Bangkok             | 11. November 1996 | 17. November 1996 |
| Badminton-Juniorenweltmeisterschaft 1996      | Silkeborg           | 19. November 1996 | 24. November 1996 |
| World Badminton Grand Prix 1996 (Finale)      | Denpasar            | 4. Dezember 1996  | 8. Dezember 1996  |
| Badminton World Cup 1996                      | Jakarta             | 11. Dezember 1996 | 15. Dezember 1996 |